# Пінометал

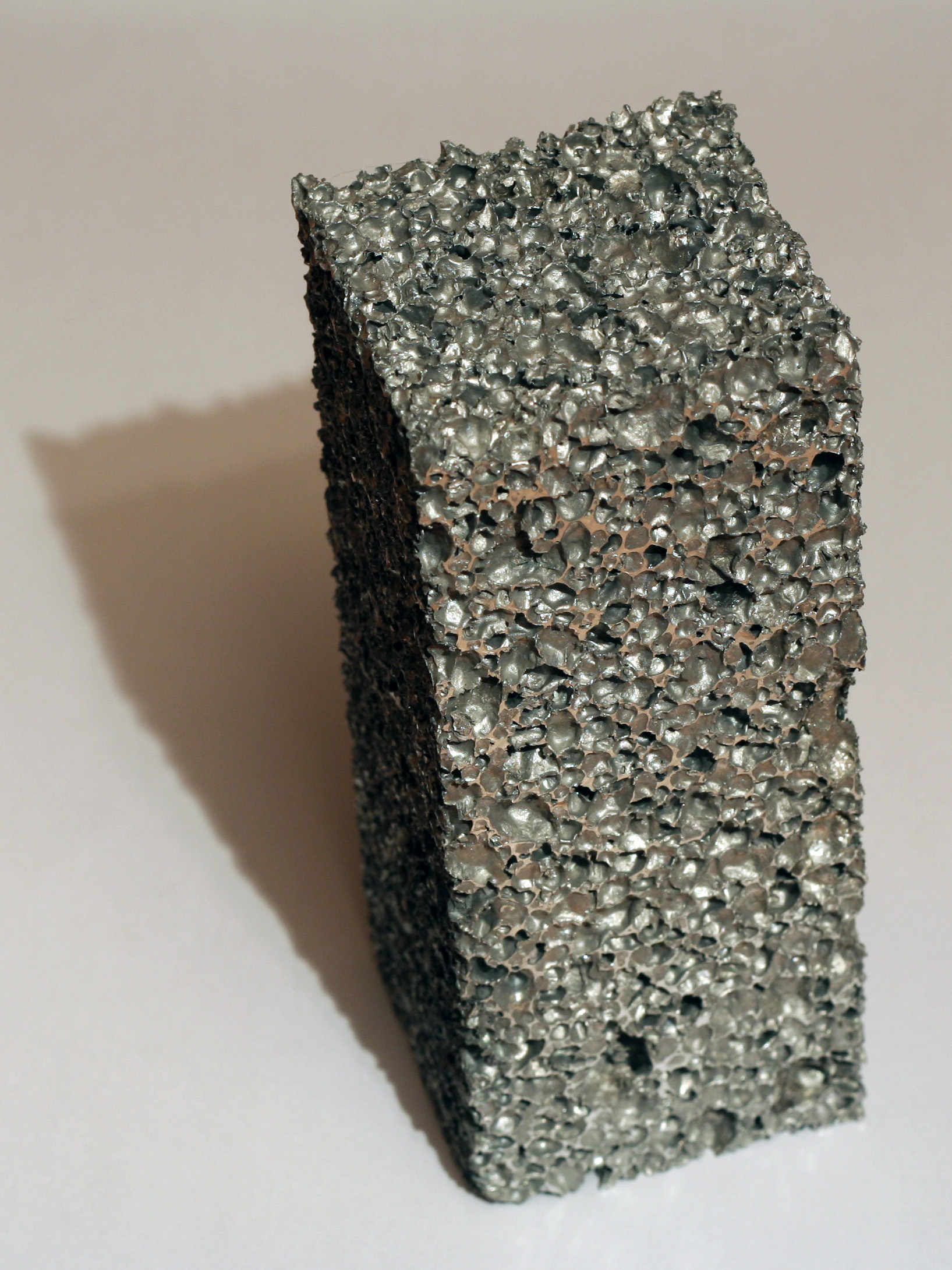
Пінометал на основі алюмінієвого сплаву

Піномета́л (англ. metal foam, metallic foam) — метал (сплав) пористої структури, яка складається з тонких металевих оболонок, заповнених газом.

## Загальний опис

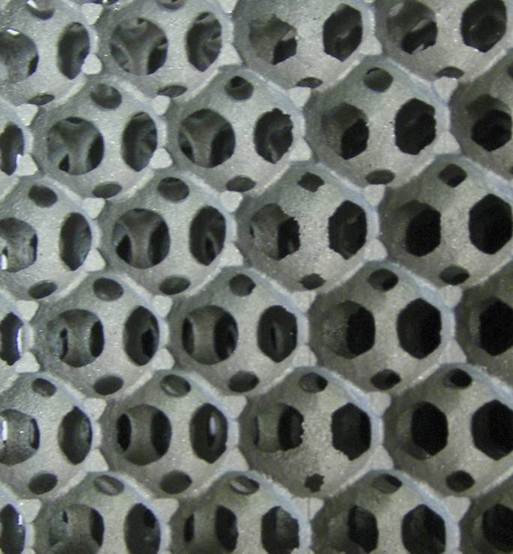
Піноалюміній з регулярною структурою порожнин

Це клас матеріалів з високою пористістю, що мають малу густину (до 50 кг/м³ для сплаву AZ91) у поєднанні з високою питомою жорсткістю та шумопоглинанням і низькою теплопровідністю та гідравлічним опором.
Основні особливості та властивості пінометалів, що обумовлюють їх застосування:
- сітчасто-пориста структура;
- високе значення відкритої сполученої пористості 80—97 %;
- канальна пористість;
- велике відношення модуля пружності та міцності до густини;
- вібростійкість;
- висока зв'язність елементів;
- рівномірне поглинання енергії при деформуванні;
- висока газопроникність;
- малий гідравлічний опір;
- відсутність оптично наскрізних каналів;
- інтенсивний масо- і теплообмін із середовищем, що протікає крізь матеріал;
- декілька механізмів теплопередачі всередині структури матеріалу.

Пінометали можуть бути отримані з різних базових металів та їхніх сплавів: нікелю, міді, заліза, алюмінію, ніхрому, фехралю, хромалю, неіржавних сталей, бронзи, монелю, кобальту, родію, платини, золота, срібла.
За видом та формую порожнин серед пінометалів можна виділяти:
- структури із замкненими порожнинами (порами), що заповнюють товщу металу, відокремлені одна від одної відносно товстими прошарками металу;
- структури із порожнинами сотового типу, особливістю яких є наявність однакової орієнтації порожнин;
- піноподібні структури, утворені через піноутворення рідкого металу, що мають замкнені порожнини з тонкими металевими стінками;
- металеві губки, що мають сполучені порожнини у вигляді тривимірних мереж.

## Методи отримання
Існує декілька принципово різних способів отримання пінометалу: металургійний (ливарний, методом спікання порошків металу), суспензійний (шлікерний), хімічний, гальванічний, газофазний та їх комбінації.
Ливарний спосіб полягає у виготовленні ливарної форми із секцій, що відтворюють регулярні порожнини майбутньої пористої структури та заливки у них розплаву металу. Після очищення виливка від матеріалу форми отримують регулярну металеву ґратчасту структуру.
Суспензійний метод полягає в утворенні суспензії з розплаву металу та солі з розмірами кристалів, які відповідають розмірам пор пінометалу, що утворюється. Після тверднення розплаву кристали солі з використанням розчинника видаляють й отримують в результаті пористу металеву структуру.
Газофазний спосіб включає осадження металу з газової фази на нагріту поверхню пористого полімерного матеріалу, що подається в реактор неперервно з подальшим термохімічним обробленням для видалення полімерної підкладки
Для формування пористих структурованих матеріалів на мікро- або нанорівнях застосовують як нанотехнології (наприклад, золь-гель-синтез), так і традиційні методи електрохімічного травлення. Ці технології мають ряд важливих переваг: низьку собівартість, малі часові затрати, високу енергоефективність .
Металевий розплав може бути спінений з утворенням бульбашок за умови, що розплав буде мати достатню в'язкість, щоб забезпечити стабілізацію утвореної піни. Це можна зробити за допомогою додавання керамічних порошків малої фракції або легуючих елементів у розплав, що стабілізує форму частинок. Відомо три шляхи спінювання металевих розплавів:
- шляхом вдування газу у рідкий метал;
- при замішуванні пороутворювача, що в результаті хімічної реакції виділяє газ (гідрид титану або цирконію, органічні сполуки тощо) у розплавлений метал;
- шляхом виділення газу, який був попередньо розчинений у розплаві.

## Основні характеристики пінометалів

### Геометричні параметри
Внутрішня структура, міцність і гідравлічні характеристики визначаються в основному параметрами структури вихідної матриці, пористістю та відносною щільністю. Залежно від способу отримання, виду матеріалу, особливостей технологічних режимів у пінометалів є відмінності у мікроструктурі матриці, перемичок. На місці видаленої матриці (крім пінометалів отриманих методом лиття) зберігається канальна пористість. Об'єм тригранних канальних пор становить 2—3 % загального об'єму матеріалу, і вони утворюють тривимірну зв'язну мережу, що пронизує увесь зразок.
Пористість вимірюється величиною, що позначається PPI (англ. Pores Per Inch) — середня кількість пор на один дюйм довжини. Пористість може бути від 10 (розмір пори приблизно 2,5 мм, площа вільної поверхні приблизно 700 м²/м³) до 100 (розмір пори близько 0,25 мм, площа вільної поверхні понад 5000 м²/м³).

### Гідравлічні характеристики
Режим течії у пінометалах має свої особливості, які слід враховувати. Опір потоку крізь матеріал носить істотно нелінійний характер. Загальний гідравлічний опір в'язкісної течії (течії Дарсі) та може бути описаний залежністю модифікованого закону Дарсі:
{\displaystyle {\frac {\Delta p}{h}}=\alpha V+\beta V^{2},}
де {\displaystyle {\frac {\Delta p}{h}}} — перепад тиску за довжиною h, V — швидкість течії, α і β — відповідно в'язкісний та інерційний коефіцієнти опору, які визначаються параметрами структури піноматеріалу.
Іншою особливістю протікання середовища через піноматеріали є висока турбулізація потоку. Унікальна сітчасто-чарункова структура забезпечує найкращі умови тепло- і масообміну і високоефективне використання поверхні матеріалу.
Структура піноматеріалу, при проходженні потоку рідини чи газу, навіть при малих числах Рейнольдса турбулізує й інтенсивно перемішує потік поблизу поверхні матеріалу. Ця властивість може бути використана у різних процесах тепло- і масообміну: для поділу аерозолів і газу, для швидкого вибухобезпечного змішування горючих газів, для перепинення поширення полум'я та вибухової хвилі, у високоефективних компактних теплообмінниках, в аераторах, випарниках тощо.

### Фізичні характеристики
Перенесення тепла крізь пінометал відбувається через матрицю, випромінюванням й через заповнювальне середовище. Теплопровідність в інтервалі температур від 20 до 800 °C може бути виражена рівнянням:
{\displaystyle \lambda =\lambda _{1}{\frac {\theta }{3}}+\lambda _{g}(1-\theta )+kT^{3},}
де {\displaystyle \lambda _{1},\lambda _{g}} — коефіцієнт теплопровідності компактного матеріалу й газу, що його заповнює, θ — відносна густина пінометалу,  k — емпірична константа (k = 0,9·10−12 Вт/м·К), T — середня абсолютна температура.
Електропровідність пінометалів, незалежно від способу отримання, в інтервалі відносних густин (2 % …15 %) з достатньою точністю знаходиться за спрощеним рівнянням:
{\displaystyle {\frac {\lambda }{\lambda _{K}}}={\frac {\theta }{3}},}
де {\displaystyle \lambda ,\lambda _{K}} — питома електропровідність пінометалу і компактного металу,
θ — відносна густина пінометалу.
Механічні властивості пінометалів обумовлюються тривимірною ізотропною структурою та визначаються поведінкою окремих структурних елементів — перемичок. Діаграма стискування матеріалу має чотири ділянки. На першій ділянці, протяжність якої залежить від найслабших елементів каркаса та крайових неоднорідностей, відбувається деформування за невеликих навантажень. На другій ділянці реалізується пружна деформація. На третій — перемички втрачають стійкість, розвиваються пластичні деформації і діаграма стискання переходить у горизонтальну ділянку. Процес стискання має циклічний ланцюговий характер: втрата стійкості однієї з перемичок призводить до деформування сусідніх і далі по усьому шару, поступово шари матеріалу компактизуються, коли пори остаточно закриються деформований матеріал набуває властивостей компактного. На четвертій ділянці напруження у матеріалі знову зростає і крива деформування поступово наближається до діаграми стискання компактного матеріалу.
Акустичні властивості пінометалів визначаються внутрішньою структурою, властивостями компактного металу, а також зовнішніми умовами. Із збільшенням товщини розширяються межі частотного діапазону у якому матеріал є найефективнішим. Величина коефіцієнта звукопоглинання і частотна характеристика залежать від пористості та розміру пор. Максимум звукопоглинання піноматеріалу біля жорсткої стінки розташовується, як правило в області частот 3…4 кГц. Зміщення максимуму поглинання можна добитись збільшенням повітряного зазору між пористим блоком і стінкою.

## Застосування
Області застосування найпоширеніших пінометалів:
- пінонікель — акумуляторні електроди, паливні елементи, електролізери, фільтри, вогнеперепинювачі, шумопоглиначі, екрани електромагнітних хвиль, каталізатори, носії каталізаторів, вловлювачі аерозолів;
- піномідь — теплообмінні й тепловідвідні пристрої, демпфери механічних та

акустичних імпульсів, змішувачі газів, вловлювачі аерозолів, біоцидні фільтри;
- жароміцні сплави систем Ni-Fe-Cr-Al та Ni-Cr-Al — жаротривкі носії каталізаторів, фільтри, вогнеперепинювачі, інфрачервоні випромінювачі, електричні нагрівники, конструктивні елементи, вловлювачі аерозолів;
- піноалюміній — шумопоглиначі, теплообмінні та тепловідвідні пристрої, заповнювачі порожнин і ємкостей, демпфери механічних, акустичних та електромагнітних імпульсів, вирівнювачі газових потоків, трибальні матриці та регулятори горіння для твердих палив, сендвіч-панелі;
  - відкритопористий піноалюміній — теплообмінні пристрої, вогнеперепинювачі;
  - закритопористий піноалюміній — зміцнювальні та демпфувальні елементи для автомобільної техніки, шумозахисні екрани (для шосе, аеропортів, мостів тощо), звукопоглинальні панелі (для кінотеатрів, стадіонів, житлових будівель тощо), елементи акустичних систем, гасники шуму при скиданні газів високого тиску, надлегкі і термостійкі елементи конструкцій, три- і двошарові панелі, композиційні матеріали;

## Галерея зображень

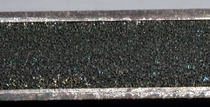
Дрібнопористий стальний пінометал
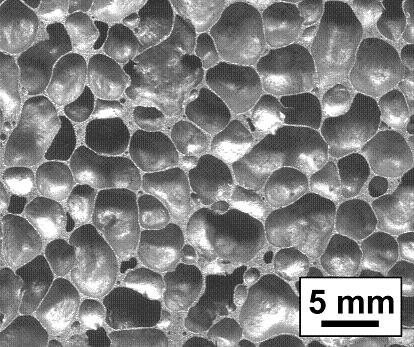
Алюмінієвий пінометал з крупними порами
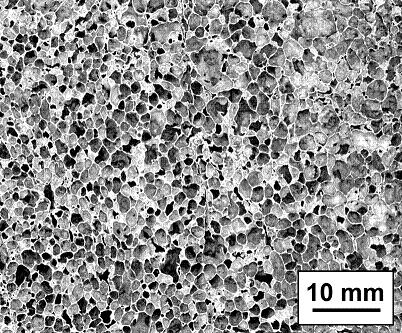
Дрібнопористий алюмінієвий пінометал
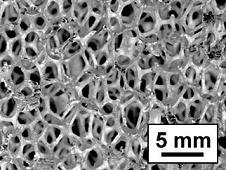
Алюмінієвий пінометал зі зв'язаними (негерметичними) порами
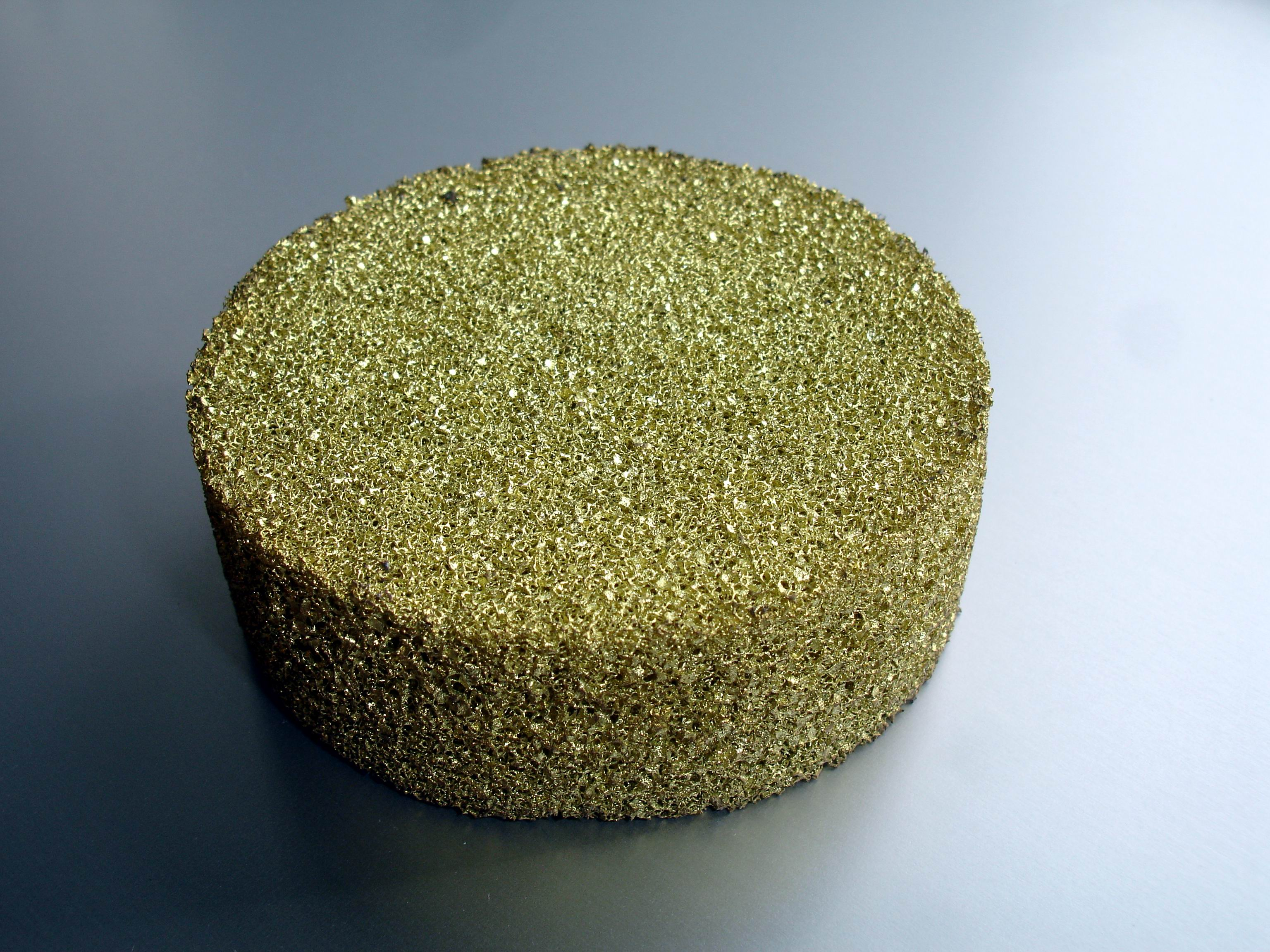
Латунний пінометал зі зв'язаними (негерметичними) порами